# Tord mosquiter de Finsch
El tord mosquiter de Finsch (Stizorhina finschi) és un ocell de la família dels túrdids (Turdidae).

## Hàbitat i distribució
Habita els boscos de les terres baixes des de Sierra Leone i Libèria cap a l'est fins Ghana i sud de Nigèria.